# Séverine
Séverine (født 10. oktober 1948), født Josiane Grizeau, er en fransk sanger.
Séverine optrådte for Monaco i Eurovision Song Contest 1971 med sangen Un banc, un arbre, une rue- "En bænk, et træ, en vej".
Hun er oprindeligt fra Frankrig.